# Ceteris paribus
Die lateinische Phrase ceteris paribus (Abkürzungen: c. p. oder cet. par.) bedeutet sinngemäß „unter sonst gleichen Bedingungen“. Sie ist von großer Bedeutung bei Analysen, Aussagen, Experimenten oder Theorien, wenn deren Gültigkeit vom unveränderten Fortbestehen der Randbedingungen abhängig gemacht wird.

## Allgemeiner Ansatz
Der in heidenchristlich-paulinischer Tradition stehende Religionsphilosoph und Theologe Thomas von Aquin benutzte die Phrase ersichtlich erstmals um 1260 in einem seiner Hauptwerke Summa contra gentiles („Summe/Summa gegen die Heiden“). Alfred Marshall führte die ceteris-paribus-Klausel 1890 in die Wirtschaftswissenschaften ein. In der Volkswirtschafts- und Betriebswirtschaftslehre ist es oft nur möglich, Aussagen zu machen, wenn lediglich ein Einflussfaktor untersucht wird (Partialanalyse), während die übrigen Faktoren konstant gehalten werden. Nur auf diese Weise ist es möglich, die Veränderung eines Sachverhalts auf die Veränderung einer einzigen Ursache zurückzuführen (Kausalität). Ohne ceteris-paribus-Klausel kommen monokausale Sachverhalte und das allgemeine Gleichgewichtsmodell aus.
Ceteris paribus verlangt, dass alle anderen Bedingungen gleich bleiben müssen. Damit soll ausgeschlossen werden, dass weitere Variablen den beobachteten Effekt ebenfalls beeinflussen, und somit sichergestellt werden, dass die Ergebnisse der Untersuchung ausschließlich den Zusammenhang zwischen abhängiger und unabhängiger Variable beschreiben.
Ceteris paribus ist eine wesentliche Voraussetzung für interne Validität.

## Schlussfolgerung
Um aus Experimenten Kausalschlüsse ziehen zu können, müssen die mit der abhängigen Variablen gemessenen Effekte eindeutig auf die Manipulation der unabhängigen Variablen zurückzuführen sein. Andere Einflüsse müssen also ausgeschlossen sein bzw. konstant gehalten werden. Diese Ceteris-paribus-Klausel wurde von John Stuart Mill auch als Methode des Unterschieds bezeichnet.
Für die Sozialwissenschaften, wie z. B. die wissenschaftsphilosophischen Schriften Imre Lakatos’ nahelegen, ist es nötig, die Ceteris-paribus-Klausel auf die erkenntnistheoretischen Abwandlungen des 20. Jahrhunderts (siehe u. a. Positivismusstreit) anzupassen. Letztere sind auch in den Verhaltenswissenschaften aus Gründen der Intersubjektivität, die auch bei Forschenden selbst immer zutreffen, zu beachten. So ist der Ansatz Ceteris-paribus-distributionibus eine wichtige Ergänzung für empirische Sozialwissenschaften: Störende Einflüsse lassen sich nie komplett ausschalten; daher ist es wichtig, durch die richtige Wahl der Fehlerterme in Modellen und zusätzlich zu üblichen Kontrollen sicherzustellen, dass diese Verzerrungen in näherungsweise gleichem Maße auf Versuchsbedingungen bzw. Teilnehmende der Untersuchung verteilt sind.

## Anwendung
In einem Experiment wird stets nur eine Einflussgröße verändert, während alle anderen konstant gehalten werden, um genau deren Einfluss bestimmen zu können. Die Ceteris-paribus-Klausel stellt damit einen Weg dar, vereinfachte Modelle der Wirklichkeit hinsichtlich der Auswirkungen von Veränderungen einzelner Parameter zu betrachten und zu bewerten.
Wird jedoch nicht überprüft, ob die Modellvereinfachungen den betreffenden Sachverhalt auch dann noch ausreichend beschreiben, wenn durch die Ergebnisse die Modellvoraussetzungen verändert werden, so kann das (Gedanken-)Experiment falsch bzw. unbrauchbar sein. Erst wenn das Ergebnis die Voraussetzungen nur unwesentlich bzw. gar nicht verändert, ist das Modell brauchbar. Diese Prüfung wurde aber bei vielen Modellen außer Acht gelassen, welche trotzdem als brauchbar publiziert werden, obwohl damit die Forderung des ceteris paribus („unter der Annahme, dass alle außer den [vorher] genannten anderen Rahmenbedingungen [Prämissen] gleich bleiben“) verletzt wird.
Beispiel: Der Preis eines Guts wird neben z. B. der Nachfrage von vielen weiteren Faktoren wie dem Angebot und den Preisen anderer Güter beeinflusst. Möchte man nun beispielsweise herausfinden, welche Faktoren in welcher Art und Weise auf die Bildung des Gleichgewichtspreises Einfluss nehmen, so darf immer nur ein Faktor pro Experiment verändert werden. Dies entspricht den Ceteris-paribus-Bedingungen, da hier alle Faktoren – außer dem zu überprüfenden Faktor – gleich bleiben. Mathematische Verallgemeinerung: Kann der Einfluss der verschiedenen preisbildenden Faktoren auf den Gleichgewichtspreis als eine mathematische Funktion mehrerer voneinander unabhängiger Variablen formuliert werden, lässt sich der Einfluss jeder einzelnen von ihnen auf den Gleichgewichtspreis mit Hilfe sogenannter partieller Ableitungen bestimmen, bei denen nur jeweils eine der Variablen als veränderlich, alle anderen dagegen als konstant behandelt werden.